# Mistrzostwa Świata w Kolarstwie Torowym 1905
13. Mistrzostwa Świata w Kolarstwie Torowym 1905 odbyły się w belgijskiej Antwerpii, na Velodroom Zurenborg.

## Medaliści

### Mężczyźni
| Konkurencja                              | Złoto           | Srebro             | Brąz             |
| ---------------------------------------- | --------------- | ------------------ | ---------------- |
| Sprint indywidualny amatorów             | James Benyon    | Harald Donald Buck | Eugène Debongnie |
| Wyścig ze startu zatrzymanego amatorów   | Leon Meredith   | Willy Mest         | August Carremans |
| Sprint indywidualny zawodowców           | Gabriel Poulain | Thorvald Ellegaard | Henry Mayer      |
| Wyścig ze startu zatrzymanego zawodowców | Robert Walthour | Paul Guignard      | Piet Dickentman  |

## Klasyfikacja medalowa
| Miejsce | Państwo              |   |   |   | Razem |
| ------- | -------------------- | - | - | - | ----- |
| 1.      | Wielka Brytania      | 2 | 1 | 0 | 3     |
| 2.      | Francja              | 1 | 1 | 1 | 3     |
| 3.      | Stany Zjednoczone    | 1 | 0 | 0 | 1     |
| 4.      | Cesarstwo Niemieckie | 0 | 1 | 1 | 2     |
| 5.      | Dania                | 0 | 1 | 0 | 1     |
| 6.      | Belgia               | 0 | 0 | 1 | 1     |
|         | Holandia             | 0 | 0 | 1 | 1     |